# X.com (банка)
X.com је била америчка онлајн банка коју су основали Ед Хо, Харис Фрикер, Илон Маск и Кристофер Пејн 1999. године у Пало Алту у Калифорнији. X.com се спојила са конкурентом Confinity 2000. године а тада спојена компанија је променила име у PayPal 2001. Почевши од 2023. године, домен x.com је почео да се користи за Twitter који је Илон Маск преузео 2022. године и касније је ребрендиран у Х.

## Пословни модел
X.com је развио и водио веб локацију за финансијске услуге са банкарским услугама које пружа First Western National Bank, банка осигурана од стране ФДИК-а у Ла Хери, Колорадо. Компанију су првобитно финансирали Илон Маск и Грег Кери, који су касније финансирали Маскове подухвате Tesla and SpaceX.
Клијентима нису процењене накнаде или казне за прекорачење. Препоруке за нове чланове награђене су картицом од 20 долара у готовини и картицом од 10 долара за сваку нову регистрацију. Ове карактеристике су биле јединствене за своје време. На пример, клијенти би могли да пошаљу новац другој особи уношењем њихове адресе е-поште у X.com. Поред тога, клијенти могу да отворе налог искључиво уз онлајн регистрацију без потребе да шаљу чек поштом.

## Историја
Маск је у интервјуу за СиБиЕс MarketWatch из 1999. прокоментарисао: „Мислим да смо сада у трећој фази у којој су људи спремни да користе интернет као своје главно финансијско складиште.“
У јануару 1999. Маск је продао своју компанију Zip2 компанији Compaq. Месец дана касније, Маск је уложио око 12 милиона долара у суоснивач X.com у марту 1999. са Харисом Фрикером, Кристофером Пејном и Ед Хоом.. Фрикер је радио са Маском када је Маск био приправник у Scotiabank, Пејн је био Фрикеров пријатељ, а Хо је био инжењер у Silicon Graphics и извршни директор у Zip2. Компанија је у почетку вођена из куће пре него што се преселила у канцеларију у Пало Алту.
Због сукоба око тога како водити компанију, Маск је отпустио Фрикера пет месеци након што је X.com почео, а друга два суоснивача, Пејн и Хо, су због тога напустила компанију. 
X.com је званично покренут 7. децембра 1999. године, а бивши извршни директор Intuit−а Бил Харис служио је као инаугурални извршни директор.  У року од два месеца, X.com је привукао преко 200.000 регистрација.
У марту 2000. године, X.com се спојио са својим најжешћим конкурентом Confinity, софтверском компанијом такође са седиштем у Пало Алту која је развила једноставан систем плаћања под називом PayPal. Нова компанија је преузела име PayPal-а. Маск је био његов највећи акционар и именован је за његовог генералног директора. Покренут 1998. године, PayPal је омогућио корисницима са ПалмПилотс да шаљу новац једни другима преко инфрацрвених портова уређаја. Након тога, PayPal се развио да омогући корисницима да шаљу новац користећи е-пошту и веб.
У септембру 2000. године, када је Маск био у Аустралији на путовању на медени месец, одбор X.com је гласао за промену генералног директора са Маска на Питера Тила, суоснивача Confinity−ја због Маскове лоше управе. У јуну 2001. домен X.com је промењен у PayPal.com.

## Име домена
У јулу 2017. године PayPal је продао домен X.com назад Илону Маску. Почевши од 2023. године, X.com је почео да користи Twitter који је купио Маск 2022. и касније ребрендиран Х.